# Franky Van Oyen
Franky Van Oyen (Gent, 24 april 1962) is een voormalig Belgisch wielrenner die gedurende zijn volledige carrière voor Belgische teams reed. Hij was profrenner van 1984 tot en met 1988. Hij behaalde in zijn carrière 12 overwinningen, die overwinningen behaalde hij hoofdzakelijk in kleinere wedstrijden.

## Belangrijkste overwinningen
1984
- 5e etappe deel a Ronde van Aragon
- Wingene

1985
- Leeuwse pijl
- Malderen
- Zwevegem

1986
- Omloop van West-Brabant
- 3e etappe deel b Tour Midi-Pyrénées

1987
- Mechelen
- Ruddervoorde
- Wanzele
- Omloop der Vlaamse Ardennen Ichtegem

1988
- Destelbergen

## Resultaten in voornaamste wedstrijden
| Jaar | Kuurne-Brussel-Kuurne | E3 Harelbeke |
| ---- | --------------------- | ------------ |
| 1986 | 6e                    |              |
| 1987 | 6e                    | 10e          |